# Pleocyemata
Los pleociemados (Pleocyemata) son un suborden de crustáceos que incluye la mayoría de las especies del orden de los decápodos. A este suborden pertenecen crustáceos tan conocidos como las langostas, los bogavantes, los cangrejos de río y los cangrejos de mar.
El suborden fue creado para reemplazar la antigua clasificación, a todas luces artificial, de los decápodos en dos grupos, Natantia o decápodos nadadores y Reptantia, o decápodos reptadores.
Los miembros de este suborden comparten numerosas características, siendo la más importante y la que da nombre al grupo, que los  huevos fecundados son incubados por la hembra y permanecen adheridos a los pleópodos (patas nadadoras) hasta que eclosionan.

## Taxonomía

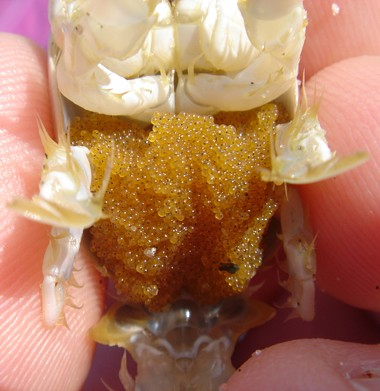
Hembra de Emerita analoga con huevos.

El suborden incluye siete infraórdenes y numerosas superfamilias:
- Infraorden Stenopodidea Claus, 1872
- Infraorden Caridea Dana, 1852

Superfamilia Procaridoidea Chace & Manning, 1972
Superfamilia Galatheacaridoidea Vereshchaka, 1997
Superfamilia Pasiphaeoidea Dana, 1852
Superfamilia Oplophoroidea Dana, 1852
Superfamilia Atyoidea de Haan, 1849
Superfamilia Bresilioidea Calman, 1896
Superfamilia Nematocarcinoidea Smith, 1884
Superfamilia Psalidopodoidea Wood-Mason & Alcock, 1892
Superfamilia Stylodactyloidea Bate, 1888
Superfamilia Campylonotoidea Sollaud, 1913
Superfamilia Palaemonoidea Rafinesque, 1815
Superfamilia Alpheoidea Rafinesque, 1815
Superfamilia Processoidea Ortmann, 1890
Superfamilia Pandaloidea Haworth, 1825
Superfamilia Physetocaridoidea Chace, 1940
Superfamilia Crangonoidea Haworth, 1825
- Infraorden Astacidea Latreille, 1802

Superfamilia Glypheoidea Winkler, 1883
Superfamilia Enoplometopoidea de Saint Laurent, 1988
Superfamilia Nephropoidea Dana, 1852
Superfamilia Astacoidea Latreille, 1802
Superfamilia Parastacoidea Huxley, 1879
- Infraorden Thalassinidea Latreille, 1831

Superfamilia Thalassinoidea Latreille, 1831
Superfamilia Callianassoidea Dana, 1852
Superfamilia Axioidea Huxley, 1879
- Infraorden Palinura Latreille, 1802

Superfamilia Eryonoidea de Haan, 1841
Superfamilia Palinuroidea Latreille, 1802
- Infraorden Anomura MacLeay, 1838

Superfamilia Lomisoidea Bouvier, 1895
Superfamilia Galatheoidea Samouelle, 1819
Superfamilia Hippoidea Latreille, 1825
Superfamilia Paguroidea Latreille, 1802
- Infraorden Brachyura Latreille, 1802

Sección Dromiacea de Haan, 1833
Superfamilia Homolodromioidea Alcock, 1900
Superfamilia Dromioidea de Haan, 1833
Superfamilia Homoloidea de Haan, 1839
Sección Eubrachyura de Saint Laurent, 1980
Subsección Raninoida de Haan, 1839
Superfamilia Raninoidea de Haan, 1839
Superfamilia Cyclodorippoidea Ortmann, 1892
Subsección Heterotremata Guinot, 1977
Superfamilia Dorippoidea MacLeay, 1838
Superfamilia Calappoidea Milne Edwards, 1837
Superfamilia Leucosioidea Samouelle, 1819
Superfamilia Majoidea Samouelle, 1819
Superfamilia Hymenosomatoidea MacLeay, 1838
Superfamilia Parthenopoidea MacLeay, 1838
Superfamilia Retroplumoidea Gill, 1894
Superfamilia Cancroidea Latreille, 1802
Superfamilia Portunoidea Rafinesque, 1815
Superfamilia Bythograeoidea Williams, 1980
Superfamilia Xanthoidea MacLeay, 1838
Superfamilia Bellioidea Dana, 1852
Superfamilia Potamoidea Ortmann, 1896
Superfamilia Pseudothelphusoidea Ortmann, 1893
Superfamilia Gecarcinucoidea Rathbun, 1904
Superfamilia Cryptochiroidea Paulson, 1875
Subsección Thoracotremata Guinot, 1977
Superfamilia Pinnotheroidea de Haan, 1833
Superfamilia Ocypodoidea Rafinesque, 1815
Superfamilia Grapsoidea MacLeay, 1838